# Dani

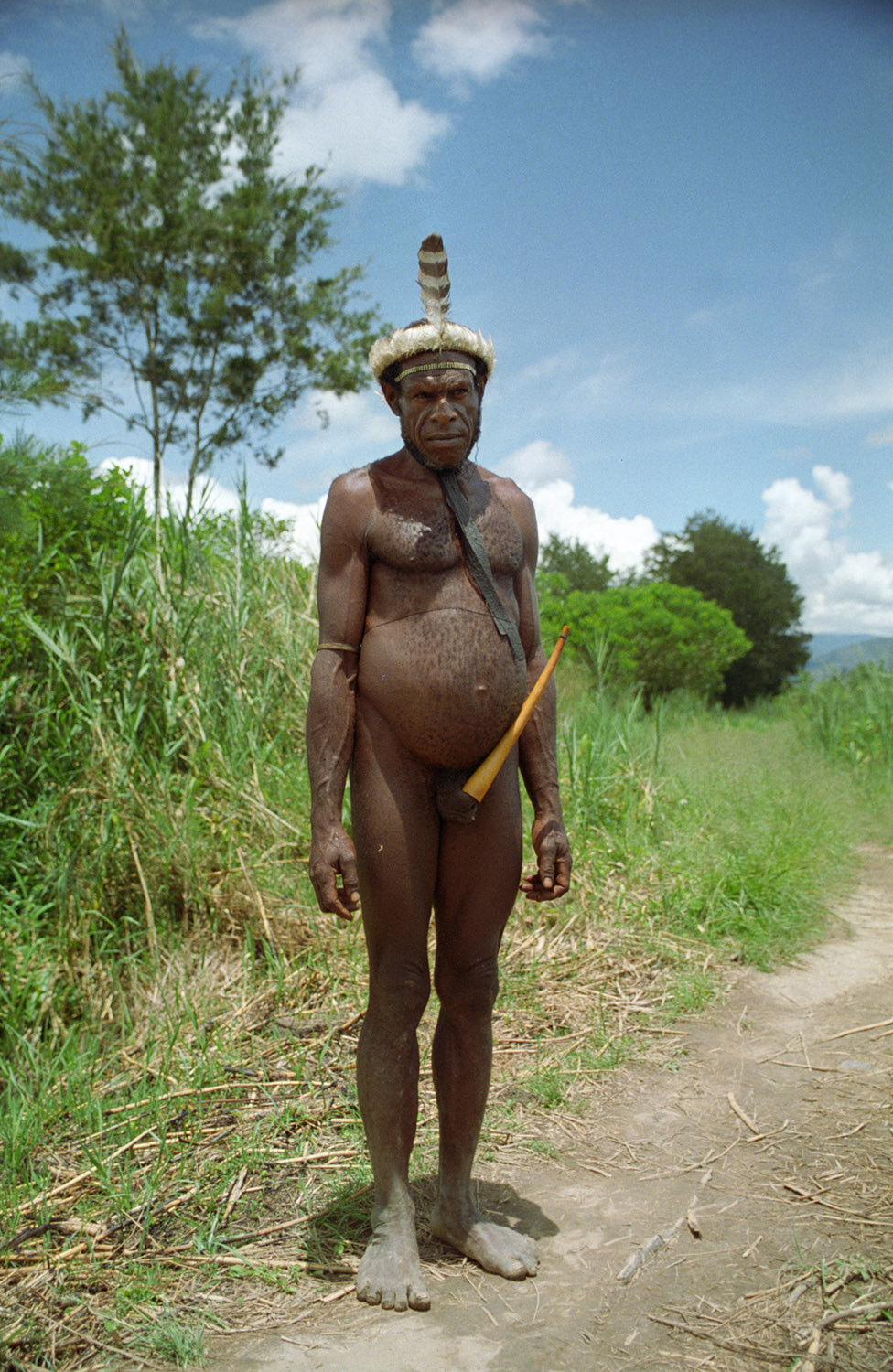
Danijský muž s tradičním krytem penisu nazývaným koteka

Dani je kmen žijící na Nové Guineji. Do této skupiny patří několik etnik, jejichž původ není znám. Daniů žije na Nové Guineji asi 250 tisíc, mluví rozdílnými příbuznými jazyky a patří do rozdílných příbuzenských skupin. Na západě ostrova provedl výzkum kmene americký antropolog Karl Gustav Heider. Terénní výzkum uskutečnil v letech 1961 - 1963 a dále ještě návratný v sedmdesátých a osmdesátých letech. Heider zkoumal kmen Dani v Baliemském údolí a zaměřil se hlavně na etnocentrismus, konflikt a sociální strukturu a sexuální život Daniů.
Baliemské údolí se nachází ve vysoké nadmořské výšce (okolo 1600 m), proto zde žijící kmeny nebyly dlouho objeveny. Zde konkrétně žije asi 90 tisíc Daniů. Kmen byl oficiálně objeven až v roce 1938. Mimo Heidera zde natočil etnografické filmy Robert Gardner, nejznámější je Dead Birds z roku 1965, který zachycuje střet dvou domorodých komunit.

## Obživa Daniů
Daniové jsou závislí na sladkých bramborách, vepřovém mase a vydobývání soli pomocí listů banánovníku. K pěstování využívají tři druhy půd:
- kultivované pruhy na dně údolí s vodními kanály, kanály slouží k odvodnění, zavlažení, jako ochrana před prasaty a zásobárna hnojiva (do vodního kanálu hází plevel, který posléze tlí)
- zahrady na svazích, které získávají vypalováním
- zahrady za domy, kde pěstují tabák, cukrovou třtinu a různé druhy salátů.

Daniové původně neznali obchod, peníze a neuměli kvantifikovat.

## Sociální systém
Základní jednotkou je dvůr s domy, zvlášť pro muže a ženy, dále dům na vaření a chlév, které jsou spojeny plotem. Daniové si staví kulaté nebo oválné chýše. Ve třiceti dvorcích žije asi 350 obyvatel. Ženy nesmí vstoupit do domu mužů, dům obývají desítky členů, většinou jde o příbuzné. Daniové žijí usedlým způsobem života. Seskupení dvorů velí tzv. „velký muž“ (náčelník; v angl. textech „bigman“). Kmen rozděluje dva typy společenských vztahů: příbuzenský systém (založený na patrilinearitě) a politický systém.
Teritoriálně se rozdělují na:
- dvory a shluky dvorů
- sousedství
- konfederace - název konfederace se odvíjí ze složeniny jmen příbuzenských skupin. Každá má svého náčelníka. Náčelník je muž vlivu a se schopností organizovat. Často si své postavení získá zabitím nepřítele, moudrostí schopností manipulovat s výměnným systémem. Náčelník je typický tím, že má více žen a prasat než jiní muži.
- aliance - jde o sdružení konfederací, plní dvě základní funkce, a to války mezi Dani a svátek prasat. Název má podle jména největšího náčelníka.

## Konflikty u Daniů
Spory u Daniů jsou na dvou úrovních. A to WIM, což je spor na úrovni aliancí a UM’AIM, který je uvnitř aliance. WIM může být formou předem domluvené bitvy nebo tajných přepadů. Bitva je dobrovolná a většinou nekončí úmrtím, jelikož kmen používá vzácné oštěpy, které nechce zničit. Nutkání zabíjet vychází z požadavků duchů zemřelých. Proti tajným přepadům, které již mohou končit úmrtím staví Daniové strážní věže. V době války se nejvíce zdobí. Nejznámější jsou zdobení Daniů s kančími kly v nose a čelenkami z peří rajek.
Konflikty většinou končí tím, že se jedna konfederace odštěpí od své aliance a přičlení se k alianci nové.

## Sexualita Daniů
Heider si u Daniů povšiml malého zájmu o sex. Styk je u kmene chápán jako oslabování muže, proto po prvním porodu trvá u páru 5 let sexuální abstinence. Heider nenašel vyvratitelný důkaz, nepotvrdil ani sexuální napětí nebo důkaz homosexuálních styků; přestože muž může mít více než jednu ženu, období mateřství tráví s matkou dítěte. Abstinence je vyvolávána duchy, kterých se Daniové bojí, proto si všechny otvory v těle kryjí. Heider zjistil, že sexuální abstinence nemá vliv na kulturu Daniů.
Muži chodí převážně nazí, pouze na penisu mají dlouhé tenké krytu z vydlabaných tykví Lagenaria. Těmto krytům se říká koteka, k tělu si ji muži přivazují provázkem z orchidejí tak, aby směřovaly směrem nahoru. Čím významnější je muž, tím delší bývá jeho koteka. Tradiční ženský oděv tvoří jenom sukénka spletená z vláken orchidejí, navrch ozdobená slámou. Poprsí zůstává odhalené. Ženy mají přes záda přehozenou síť zvanou noken, která slouží k přenášení věcí, ale také má chránit před zlými duchy.

## Pohřební rituály
Pohřební rituály trvají i několik týdnů. Těla zemřelých se původně spalovala na hranici, pod vlivem křesťanství však postupně převládá pohřbívání do země. Těla nejvýznamnějších náčelníků byla mumifikována a jejich ozdobené mumie se dědí z generace na generaci. Ženy se na znamení smutku potírají říčním bahnem. Ženám starším dvanácti let se při rituálu zvaném „iki palim“ usekávají články prstů pokaždé, když jim někdo blízký zemře.